# Demografía de la Región de Murcia

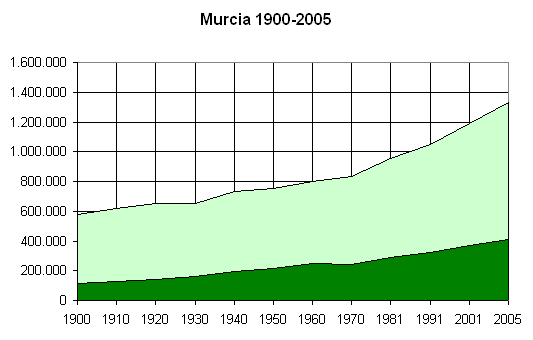
Evolución demográfica por decenios y 2005. En verde claro, la región; en verde oscuro, la capital

La Región de Murcia tiene una población de 1 470 069 habitantes, de los cuales casi un tercio (30,2 %) vive en el municipio de Murcia. Esta cifra representa el 3,09 % de la población española. Además, tras Ceuta y Melilla, tiene el saldo vegetativo y la tasa de natalidad más elevadas del país.

## Indicadores demográficos básicos
| Indicador                                        | Región de Murcia | España | Posición entre las 17 CC.AA. | Posición entre las 50 provincias |
| ------------------------------------------------ | ---------------- | ------ | ---------------------------- | -------------------------------- |
| Saldo vegetativo por 1000 habitantes             | 6,09             | 2,38   | 1.ª                          | 1.ª                              |
| Tasa bruta de mortalidad por 1000 habitantes     | 7,28             | 8,57   | 15.ª                         | 45.ª                             |
| Tasa de mortalidad infantil por 1000 nacidos     | 3,49             | 3,67   | 10.ª                         | 22.ª                             |
| Esperanza de vida al nacer (años)                | 79,60            | 80,23  | 14.ª                         | 39.ª                             |
| Esperanza de vida al nacer de los varones (años) | 76,50            | 76,96  | 12.ª                         | 37ª                              |
| Esperanza de vida al nacer de las mujeres (años) | 82,75            | 83,48  | 14.ª                         | 39.ª                             |
| Tasa bruta de natalidad por 1000 habitantes      | 13,37            | 10,95  | 1.ª                          | 1.ª                              |
| Número medio de hijos por mujer                  | 1,645            | 1,387  | 1.ª                          | 1.ª                              |
| Edad media a la maternidad (años)                | 30,21            | 30,89  | 16.ª                         | 45.ª                             |
| Nacidos de madre no casada                       | 25,86            | 28,38  | 9.ª                          | 22.ª                             |
| Tasa global de fecundidad por 1000 mujeres       | 51,41            | 43,19  | 1.ª                          | 1.ª                              |

## Municipios más poblados

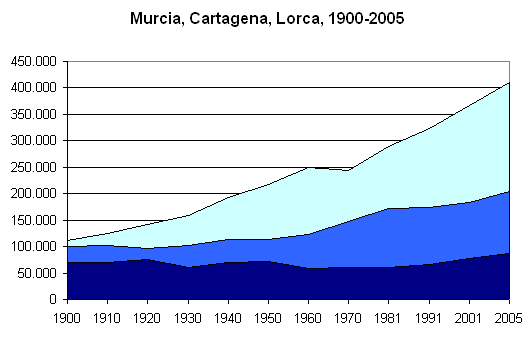
Evolución demográfica de los tres principales municipios de la región: Lorca (azul oscuro), Cartagena (medio) y Murcia (claro), 1900-2005.

| Posición | Municipio              | Población |
| -------- | ---------------------- | --------- |
| 1.ª      | Murcia                 | 469 177   |
| 2.ª      | Cartagena              | 218 050   |
| 3.ª      | Lorca                  | 98 447    |
| 4.ª      | Molina de Segura       | 76 074    |
| 5.ª      | Alcantarilla           | 43 049    |
| 6.ª      | Torre-Pacheco          | 39 037    |
| 7.ª      | Águilas                | 36 862    |
| 8.ª      | Yecla                  | 35 521    |
| 9.ª      | Cieza                  | 35 286    |
| 10.ª     | San Javier             | 35 241    |
| 11.ª     | Mazarrón               | 34 462    |
| 12.ª     | Totana                 | 33 149    |
| 13.ª     | San Pedro del Pinatar  | 27 691    |
| 14.ª     | Jumilla                | 26 784    |
| 15.ª     | Caravaca de la Cruz    | 25 756    |
| 16.ª     | Alhama de Murcia       | 23 280    |
| 17.ª     | Las Torres de Cotillas | 22 183    |
| 18.ª     | La Unión               | 20 897    |
| 19.ª     | Archena                | 20 110    |
| 20.ª     | Los Alcázares          | 18 598    |
| 21.ª     | Fuente Álamo de Murcia | 18 063    |
| 22.ª     | Mula                   | 17 382    |
| 22.ª     | Puerto Lumbreras       | 17 346    |
| 23ª      | Santomera              | 16 245    |
| 24ª      | Cehegín                | 14 485    |
| 25ª      | Ceutí                  | 12 668    |

## Distribución y evolución demográfica por comarcas
En esta sección se analiza la evolución demográfica por comarcas, tomando como base la división de la Región en doce comarcas realizada en 1980 por el Consejo Regional de Murcia.
La Huerta de Murcia que concentra un tercio de la población (33,6 %) y el Campo de Cartagena con un sexto de la misma (17 %) son las dos comarcas que incluyen la mitad de los habitantes de la Región. La comarca del Alto Guadalentín (9,7 %) añade casi uno de cada diez habitantes, mientras el resto de población se distribuye en orden decreciente: Vega Media del Segura (7,5 %), Mar Menor (6,9 %), Bajo Guadalentín (6,2 %), Valle de Ricote (5,4 %), Noroeste (5,2 %) y Altiplano (4,2 %). Las tres restantes son Rio Mula (1,7 %) y Oriental (1,1 %).
El incremento demográfico medio en la región desde 1900 ha sido del +131 %, pero se trata de un aumento concentrado, puesto que solo cuatro de las doce comarcas superan esa cifra, y tres de ellas con mucha diferencia: Mar Menor (+446 %), Vega Media del Segura (+416 %), Huerta de Murcia (+298 %) y Valle de Ricote (+131 %). El resto de comarcas tienen crecimientos menores: Campo de Cartagena (+67 %), Altiplano y Bajo Guadalentín (+64 %), Alto Guadalentín (+53 %), Noroeste (+29 %), Río Mula (+26 %) y Oriental (+17 %).
Desde 1991, el incremento medio ha sido del 28 %. No hay casos de despoblación desde esa fecha; los aumentos más elevados son los de Mar Menor (+78 %), Bajo Guadalentín (+47 %) y Vega Media (+35 %).

## Evolución demográfica
En el periodo 1991-2005 la población murciana creció en un +26,06 %, frente al +11,85 % que había crecido el conjunto nacional. Un 12,35 % de sus habitantes son de nacionalidad extranjera. Las colonias de inmigrantes más importantes según el censo INE 2005 son la ecuatoriana (33,71 % del total de extranjeros), la marroquí (27,13 %), la británica (5,95 %), la boliviana (4,57 %) y la colombiana (3,95 %).
|            | 1787    | 1857    | 1877    | 1887    | 1900      | 1910      | 1920      | 1930      | 1940      |
| ---------- | ------- | ------- | ------- | ------- | --------- | --------- | --------- | --------- | --------- |
| Población  | 256 977 | 380 969 | 451 611 | 491 436 | 577 987   | 615 105   | 638 639   | 645 449   | 719 701   |
| Porcentaje | 2,50 %  | 2,46 %  | 2,72 %  | 2,80 %  | 3,10 %    | 3,08 %    | 2,99 %    | 2,73 %    | 2,77 %    |
|            | 1950    | 1960    | 1970    | 1981    | 1991      | 1996      | 1999      | 2001      | 2005      |
| Población  | 756 721 | 800 463 | 832 313 | 957 903 | 1 059 612 | 1 097 249 | 1 131 128 | 1 190 378 | 1 335 792 |
| Porcentaje | 2,69 %  | 2,62 %  | 2,45 %  | 2,54 %  | 2,69 %    | 2,81 %    | 2,77 %    | 2,90 %    | 3,03 %    |

| Gráfica de evolución demográfica de Demografía de la Región de Murcia entre 1900 y 2000 |
|                                                                                         |
| Fuente Instituto Nacional de Estadística de España - Elaboración gráfica por Wikipedia. |